# لجنة الاختيار الحر 2008
لجنة الاختيار الحر 2008 (Free Choice 2008 Committee) هي هيئة يرأسها بطل الشطرنج غاري كاسباروف ومكرسة للالتزام غير المشروط بالقيم الديمقراطية الأساسية. ولتحقيق هذه الغاية، أصدروا بيان احتجاجي على ما يرون أنه انجراف نحو الاستبداد من قبل النظام الرئاسي لفلاديمير بوتين.
... لقد نجح النظام الرئاسي في تقليص مجلسي البرلمان الروسي إلى حالة الدمى، وحول النيابة العامة والمحكمة إلى أداة للابتزاز والقمع السياسي. ومن أجل الوصول إلى السلطة، داس الكرملين على مبدأ حرمة الملكية الخاصة، وفرض ضرائب غير قانونية على الأعمال التجارية، وقسم رجال الأعمال إلى "سيئين" و"جيدين" اعتمادًا على خضوعهم واستعدادهم لدعم المشاريع السياسية للرئيس. --من الإعلان

## روابط خارجية
- إعلان لجنة «الاختيار الحر 2008» نسخة محفوظة 17 يوليو 2012 على موقع واي باك مشين. من صحيفة الشيشان تايمز
- المجموعة الليبرالية تبحث عن مرشح ديمقراطي في انتخابات 2008 نسخة محفوظة 3 مارس 2016 على موقع واي باك مشين. من صحيفة سانت بطرسبرغ تايمز